# Nans-les-Pins
Nans-les-Pins település Franciaországban, Var megyében. Lakosainak száma 5090 fő (2022. január 1.). Nans-les-Pins Trets, Plan-d’Aups-Sainte-Baume, Pourcieux, Rougiers, Saint-Maximin-la-Sainte-Baume és Saint-Zacharie községekkel határos.

## Népesség
A település népességének változása:
| Lakosok száma | 4166 | 4276 | 4534 | 4627 | 4802 | 4835 | 4916 | 4968 | 5090 |
|               | 2013 | 2015 | 2016 | 2017 | 2018 | 2019 | 2020 | 2021 | 2022 |